# Akie Hanai
Akie Hanai (花井瑛絵 (Hanai Akie?); Prefettura di Mie, 22 novembre 1999) è una lottatrice giapponese, specializzata nella lotta libera, vecampionessa iridata ai mondiali di Oslo 2021 nel torneo dei -59 kg.

## Palmarès
- Mondiali

Oslo 2021: argento nei -59 kg;
- Giochi asiatici indoor e di arti marziali

Aşgabat 2017: bronzo nei -58 kg;
- Mondiali U23

Bucarest 2018: argento nei -57 kg;